# Eric Mabius
Eric Harry Timothy Mabius (Harrisburg, 22 aprile 1971) è un attore statunitense, noto per il ruolo di Daniel Meade in Ugly Betty e di Alex Corvis in Il corvo 3 - Salvation.

## Biografia
Debutta nel 1995, nel film indipendente Fuga dalla scuola media con Heather Matarazzo, in seguito prende parte a film come Ho sparato a Andy Warhol, Splendidi amori, Cruel Intentions - Prima regola non innamorarsi, Il corvo 3 - Salvation e Resident Evil.
Molto attivo anche in campo televisivo, ha recitato al fianco di Jacqueline Bisset nel film tv Ballando alla luna di settembre, inoltre ha preso parte a serie TV come Millennium, Chicago Hope, Popular, The O.C., ha fatto parte del cast della prima stagione di The L Word.
Dal 2006 al 2010 ha interpretato il ruolo di Daniel Meade nella serie televisiva Ugly Betty, capo e amico della protagonista Betty Suarez (America Ferrera). Grazie a questo telefilm, Eric è diventato molto popolare in Italia.

### Vita privata
È sposato con Ivy Sherman da cui ha avuto due bambini.

## Filmografia

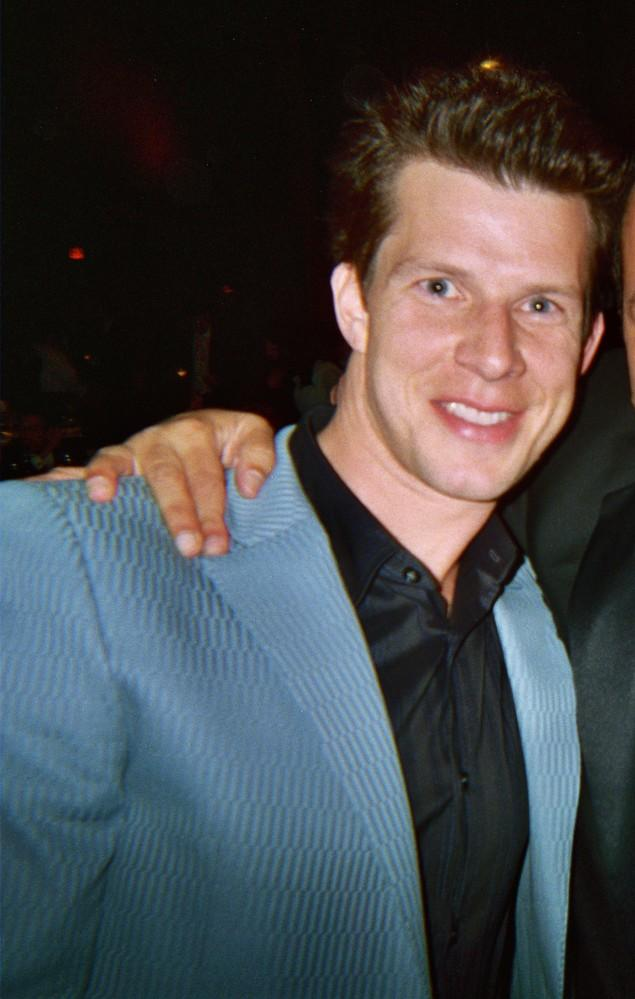
Eric Mabius ai GLAAD Media Awards 2007

### Cinema
- Fuga dalla scuola media (Welcome to the Dollhouse), regia di Todd Solondz (1995)
- Ho sparato a Andy Warhol (I Shot Andy Warhol), regia di Mary Harron (1996)
- Lawn Dogs, regia di John Duigan (1997)
- Ali bruciate (Around the Fire), regia di John Jacobsen (1998)
- The Killer - Ritratto di un assassino (The Minus Man), regia di Hampton Fancher (1999)
- Splendidi amori (Splendor), regia di Gregg Araki (1999)
- Cruel Intentions - Prima regola non innamorarsi (Cruel Intentions), regia di Roger Kumble (1999)
- Il corvo 3 - Salvation (The Crow: Salvation), regia di Bharat Nalluri (2000)
- Tentazione mortale (Tempted), regia di Bill Bennett (2001)
- Resident Evil, regia di Paul W.S. Anderson (2002)
- Resident Evil: Apocalypse, regia di Alexander Witt (2004) - cameo
- Reeker - Tra la vita e la morte (Reeker), regia di Dave Payne (2005)

### Televisione
- Chicago Hope – serie TV, episodio 4x05 (1997)
- Millennium – serie TV, episodio 3x10 (1999)
- Cinque in famiglia (Party of Five) – serie TV, episodi 6x07-6x08 (1999)
- Popular – serie TV, episodio 2x04 (2000)
- Ballando alla luna di settembre (Dancing at the Harvest Moon), regia di Bobby Roth – film TV (2002)
- The O.C. – serie TV, 4 episodi (2005)
- The L Word – serie TV, 15 episodi (2004-2006)
- CSI: Miami – serie TV, episodio 4x25 (2006)
- Mi sposo a Natale (A Christmas Wedding), regia di Michael Zinberg – film TV (2006)
- Ugly Betty – serie TV, 85 episodi (2006-2010) – Daniel Meade
- Outcasts – serie TV, 8 episodi (2011)
- Chase – serie TV, episodio 1x14 (2011)
- Love Training - Lezioni d'amore (How to Fall in Love), regia di Mark Griffiths (2012)
- Scandal – serie TV, episodio 2x15 (2013)
- Il mistero delle lettere perdute (Signed, Sealed, Delivered) – serie TV e serie di film (2013-2018)
- Chicago Fire – serie TV, 7 episodi (2015)
- La città del Natale (Welcome to Christmas), regia di Gary Harvey – film TV (2018)
- Come neve a Natale (It's Beginning to Look a Lot Like Christmas), regia di David Weaver (2019)

## Doppiatori italiani
Nelle versioni in italiano delle opere in cui ha recitato, è stato doppiato da:
- Riccardo Niseem Onorato in Millennium, Ugly Betty, Scandal
- Ruggero Andreozzi in Reeker - Tra la vita e la morte, La città del Natale, Come neve a Natale
- Alessio Cigliano ne Il mistero delle lettere perdute, Chicago Fire
- Fabrizio Manfredi in The L Word, Mi sposo per natale
- Massimiliano Alto in Fuga dalla scuola media, Ali bruciate
- Francesco Meoni in Cruel Intentions - Prima regola non innamorarsi
- Francesco Bulckaen in Popular
- Massimiliano Manfredi ne Il corvo - Salvation
- Davide Lepore in Tentazione mortale
- Alberto Caneva in Resident Evil
- Roberto Gammino in Ballando alla luna di settembre
- Alberto Angrisano in The O.C.
- Franco Mannella in CSI: Miami
- Gianluca Crisafi in Eyes
- Giorgio Borghetti in Blue Bloods
- Marco Vivio in Franklin & Bash
- Paolo De Santis in Love Training - Lezioni d'amore
- Alessandro Campaiola in Cruel Intentions - Prima regola non innamorarsi (ridoppiaggio)